# Малахбеков, Раимкуль Худойназарович
Раимкуль Худойназарович Малахбеков (тадж. Малахбеков Раимқул Худойназарович, род. 16 августа 1974 в Рушанском районе ГБАО, Таджикской ССР) — российский боксёр. Обладатель бронзовой медали летних Олимпийских игр 1996 и серебряной летних Олимпийских игр 2000, бронзовый призёр Игр доброй воли-1994. Двукратный чемпион мира (1995 и 1997 годов), двукратный чемпион Европы (1993 и 2002) и пятикратный чемпион России (1993—1997). Заслуженный мастер спорта России.
Тренер Балзанов Церен Санджеевич.

## Карьера
С 1990 года тренировался в Элисте. В 1995 году Малахбеков выиграл чемпионат мира, проходивший в Берлине.
В 1/16 финала в соперники россиянину достался фаворит соревнований кубинец Хоэль Касамайор. В начале боя Раимкуль пошёл вперед, тогда как его оппонент действовал в основном на контратаках. Малахбеков несколько раз сумел достать Касамайора джебом и ударной левой рукой, однако кубинец нанёс больше точных попаданий и выиграл первый раунд со счётом 5:4. Во втором раунде кубинский боксёр полностью завладел инициативой. Он продуктивно работал на средней дистанции, уверенно перехватывая атаки россиянина и нанося Малахбекову жёсткие удары с обеих рук. В итоге перед заключительным раундом Раимкуль проигрывал 4:12. Но в третьей трёхминутке беспрерывно атакующему россиянину удалось надломить соперника. Акцентированные удары слева в исполнении Малахбекова поспособствовали значительному снижению активности кубинца. В результате Раимкуль, уступавший за 20 секунд до финального гонга 4 очка, успел нанести решающие удары и выиграть бой со счётом 17:16.
В 1/8 финала Малахбеков легко перебоксировал Джеймса Свана (Австралия) (по очкам, 8:0).
На четвертьфинальной стадии соревнований российский боксёр сломил сопротивление украинца Андрея Гончара (по очкам, 5:3).
В полуфинале Раимкуль встречался с Артуром Микаеляном (Армения). В первом раунде Малахбеков работал на дальней дистанции, сдерживая соперника джебом. При этом Микаеляну порой удавалось сблизиться и нанести быстрый удар справа. В итоге россиянин выиграл стартовую трёхминутку со счётом 4:3. Во втором раунде Малахбеков стал активнее идти вперед, чаще подключать ударную левую руку и атаковать корпус оппонента, поведя 10:4. В третьем раунде Раимкуль вновь действовал на контратаках, жестко встречая Микаеляна ударами слева. В результате российский боксёр увеличил своё преимущество в счёте — 14:7, обеспечив себе пропуск в финал турнира.
Финальный поединок Малахбеков провёл с поляком Робертом Цибой. По ходу боя Раимкуль старался остановить постоянно рвущегося на сближение соперника джебом и левым по корпусу. Циба действовал в остроатакующем ключе, прорываясь на ближнюю дистанцию и выбрасывая серии ударов. Одна из атак соперника Малахбекова в первом раунде закончилась чистым попаданием, принеся тому победу в стартовой трёхминутке — 0:1. Во втором отрезке боя Раимкуль сравнял счёт, удачно пробив слева навстречу. На второй минуте заключительного раунда оппоненты сошлись в красивом размене, который остался за россиянином. Финишный спурт Цибы Малахбеков остановил ещё одним точным попаданием, выиграл поединок со счётом 5:3 и завоевал золото чемпионата.
После победы на чемпионате мира 1995 года в Берлине Малахбеков был удостоен звания Героя Калмыкии (Золотую Звезду боксёру лично вручил президент республики Кирсан Илюмжинов).